# Cratere Kondos
Kondos  è un cratere sulla superficie di Cerere.